# Relebogile Mabotja
Relebogile Mabotja là một nữ diễn viên, người dẫn chương trình, nhân viên đài phát thanh, ca sĩ, nhà sản xuất, nhà văn, nhà sản xuất âm nhạc và hiện đang sinh sống tại Johannesburg, Nam Phi.

## Cuộc đời
Relebogile thường được biết đến với nghệ danh Lebo, cô sinh ngày 5 tháng 9 năm 1985 tại Pretoria, Gauteng, Nam Phi. Cô lớn lên ở Pretoria, Nam Phi. Trong khi ở trường, cô được công nhận là một nữ diễn viên trẻ và ca sĩ. Trong năm cuối trung học, cô đã có cơ hội để biểu diễn trên sân khấu có tên là Fame The Musical.

## Sự nghiệp
Đầu những năm 2000, Lebo có cơ hội biểu diễn tại buổi khai mạc buổi hòa nhạc 46664 tại Trung tâm Hội nghị Quốc tế Cape Town. Cô cũng biểu diễn tại tiệc ăn tối cùng với các nhạc sĩ Mara Louw, Shelly Meskin và Jo Redburn. Cô cũng đã có cơ hội tham gia một chương trình trên e.tv được gọi là BackChat trên Craz-E. Vào cuối năm 2004, Lebo đã có cơ hội biểu diễn trong một vở nhạc kịch Afrikaans tên là Imbumba / Samesyn, được tổ chức tại lễ hội Aardklop ở Potchefstroom. Cô cũng biểu diễn vở nhạc kịch này trong các lễ hội như Klein Karoo Nasionale Kunstefees và Innibos ở Oudtshoorn và Nelspruit. Vào cuối những năm 2000, Lebo đóng một vai trong vở nhạc kịch Soweto Story được tổ chức tại Nhà hát Joburg ở Gauteng. Cô cũng đã từng làm người dẫn chương trình e.tv Gospel Grooves, phát sóng vào mỗi sáng Chủ nhật. Từ năm 2010 - 2011, cô đã tổ chức cuộc thi thực tế được phát sóng trên SABC 1 mang tên Dance Your Butt Off. Chương trình này là phiên bản Nam Phi của chương trình Mỹ Dance Your Ass Off. Trong năm 2012, Lebo có vai trò là nhân viên đài phát thanh tự do trên Talk Radio 702. Năm 2013, cô thành lập Lebotja Media.